# Yuri Landman
Yuri Landman (Zwolle, 1º febbraio 1973) è un musicista, musicologo, liutaio sperimentale e fumettista olandese.

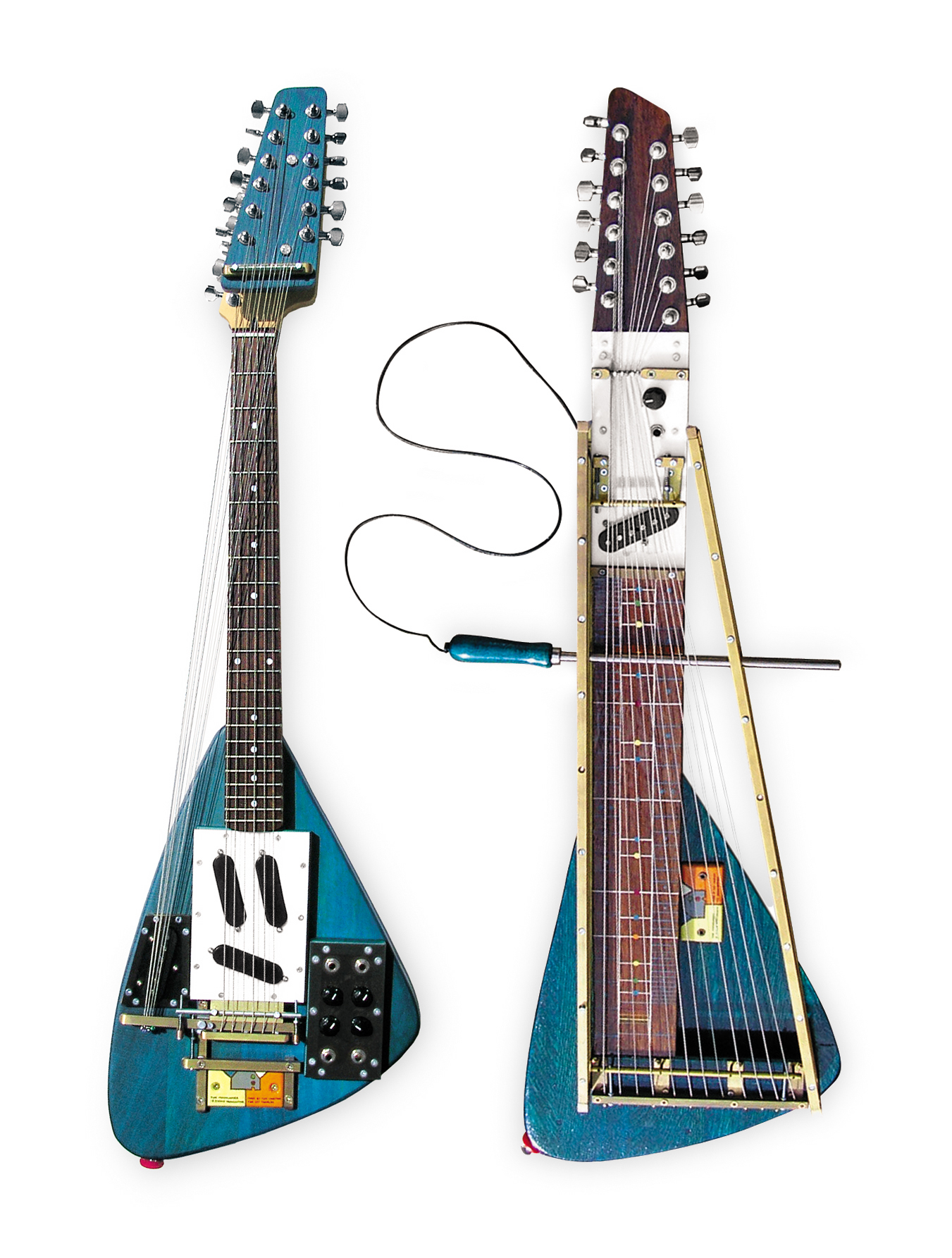
Il Moonlander e il Moodswinger

Costruttore di strumenti elettrici sperimentali per i Sonic Youth, Einstürzende Neubauten, Liars e Half Japanese e musicista d'avanguardia.

## Biografia
Landman ha costruito il Moonlander e il Moodswinger. Ecco perché ha fatto gli strumenti sotto altro Jad Fair, Blood Red Shoes, The Dodos, HEALTH, Women (Vietcong, Preoccupations), The Luyas, Liam Finn, The Veils, These Are Powers, Enon, Lucky Fonz III, Mauro Pawlowski (dEUS), Kate Nash, Kaki King, Lou Barlow, Thurston Moore, The Go-Team, Micachu e Melt-Banana.
Dal 2009 Yuri Landman viaggia attraverso l’Europa organizzando workshop di autocostruzione di strumenti musicali. Nel 2009, compose diversi pezzi di media lunghezza per chitarre elettriche. Presto cominciò a comporre per orchestre di chitarre elettriche, strumenti elettrici sperimentali e percussioni, lavorando sulle microtonalità e utilizzando la tecnica del bordone. Oltre all'attività con il strumenti ha al suo attivo, oltre a una miriade di collaborazioni con musicisti della scena sperimentali come Rhys Chatham, Jad Fair, Action Beat e Philippe Petit, varie pubblicazioni da solista, tra cui l'album That's Right, Go Cats del 2012. Nel 2012 ha scritto insieme con Bart Hopkin il libro Nice Noise. I Bismuth sono un gruppo noise rock, di Rotterdam, formato nel 2011. La sua formazione comprende Yuri Landman e Arnold van de Velde (ex Feverdream). Egli dà anche performance da solista e orchestra. Ha collaborato con il musicista/artista Wessel Westerveld, che ha una collezione di Intonarumori. Collabora con la compagnia De Stilte e fa musica per la danza contemporanea. Dal 2013 ha ideato una performance solista con le sue strumentazioni uniche, canzoni dalle strutture non convenzionali composte con telefoni, hard disk, bambolotti, lattine di soda, metronomi, carta vetrata, meccanismi motorizzati, percussioni di metallo, kalimba e archi. Nel 2016, ha costruito una chitarra per Thurston Moore, su richiesta del Premier Guitar Magazine. Nel 2016 ha presentato il suo workshop: Costruisci il tuo daxophone. Nel marzo 2017 ha scritto un articolo critico di musica e politico alt-right Thierry Baudet e ha ricevuto minacce di morte. Ha sviluppato un nuovo workshop di autocostruzione per il Lost Ideas Festival di Lee Ranaldo a Menen. Su invito di Harman Kardon, Landman ha costruito un sonometro a 24 corde con J.Views nel 2018. Nel 2018 ha progettato una serie di diagrammi microtonali.
Nel mese di dicembre 2018 il Museo degli strumenti musicali di Bruxelles ha organizzato una grande mostra di cui 40 dei suoi strumenti. Nel 2020 Landman ha realizzato  una graphic novel. Nel dicembre 2020 ha iniziato a pubblicare questo libro in sei lingue sul suo Instagram. Lavora anche con Error Instruments.

### Educazione
Organizzazioni WORM (Rotterdam), Flipside (Eindhoven), De Toonzaal ('s-Hertogenbosch), Muziekgebouw aan 't IJ (Amsterdam), Extrapool (Nimega), Matrix (Lovanio), Museum of Transitory Art (Lubiana), Radiona (Zagreb), St James Cavalier (Malta), Sonoscopia (Porto), Liebig 12 (Berlino), TAMK (Tampere), e Maajaam (Otepää) possiedono collezioni strumenti musicali di Landman per ricerca, educazione e i programmi d'artist-in-residence.
Insegna regolarmente in varie accademie come TAMK (Tampere), Aalto University, FH Joanneum (Graz), AvP (Leeuwarden), Hochschule für Musik Detmold e ha tenuto conferenze all'Accademia Sibelius, Royal Academy of Music, Università di Salford, Università di Nantes, Università di Gand, PXL, Zürcher Hochschule der Künste, Università per la musica e le arti interpretative di Vienna, Hogeschool van Amsterdam, HKU, Università di Bradford, Conservatorio TPM, Design Academy Eindhoven, Scuola Massana (Barcellona), Codarts e altri.

## Discografia
- 1997 – Zoppo – Chi Pratica Lo Impara Zoppicare, LP, Drowningman Records
- 1998 – Zoppo – Belgian Style Pop, CD. Transformed Deams
- 2004 Avec Aisance – Vivre dans l'aisance, CD, Drowningman Records
- 2012 – Yuri Landman Ensemble featuring Jad Fair & Philippe Petit – That's Right, Go Cats, (LP Thick Syrup Records, CD Siluh Records)
- 2014 – Bismuth – s/t, LP, April 2014 Geertruida Records

## Opere
- Nice Noise - Bart Hopkin e Yuri Landman, 2012 Experimental Musical Instruments (istruzione chitarra preparata) (EN)
- Sound Art - prof. Holger Schulze & prof. Sanne van Krogt, 2020, Bloomsbury Publishing, ISBN 9781501338809 Pickups and Strings, p460-470 (EN)

### Fumetti
- Je Mag Alles Met Me Doen (NL) , 1997, The Drowning Man
- Het Verdiende Loon (NL) , 1998, The Drowning Man
- 1991 (NL) , (EN) , (FR)  e (IT) , 2021, Sherpa & Hypercustom books

### Diagrammi
- Diagramma 3rd bridge, 2012, 2017[4]
- Diagramma Utonalità, 2018[5]

### Saggi
- The Seven Plus Five Pattern, Soundest #1, Oct 2018[6].(EN)
- From Rusollo till Present , 2019.(EN)

## Strumenti sperimentali
- il Moodswinger per Liars, 2006

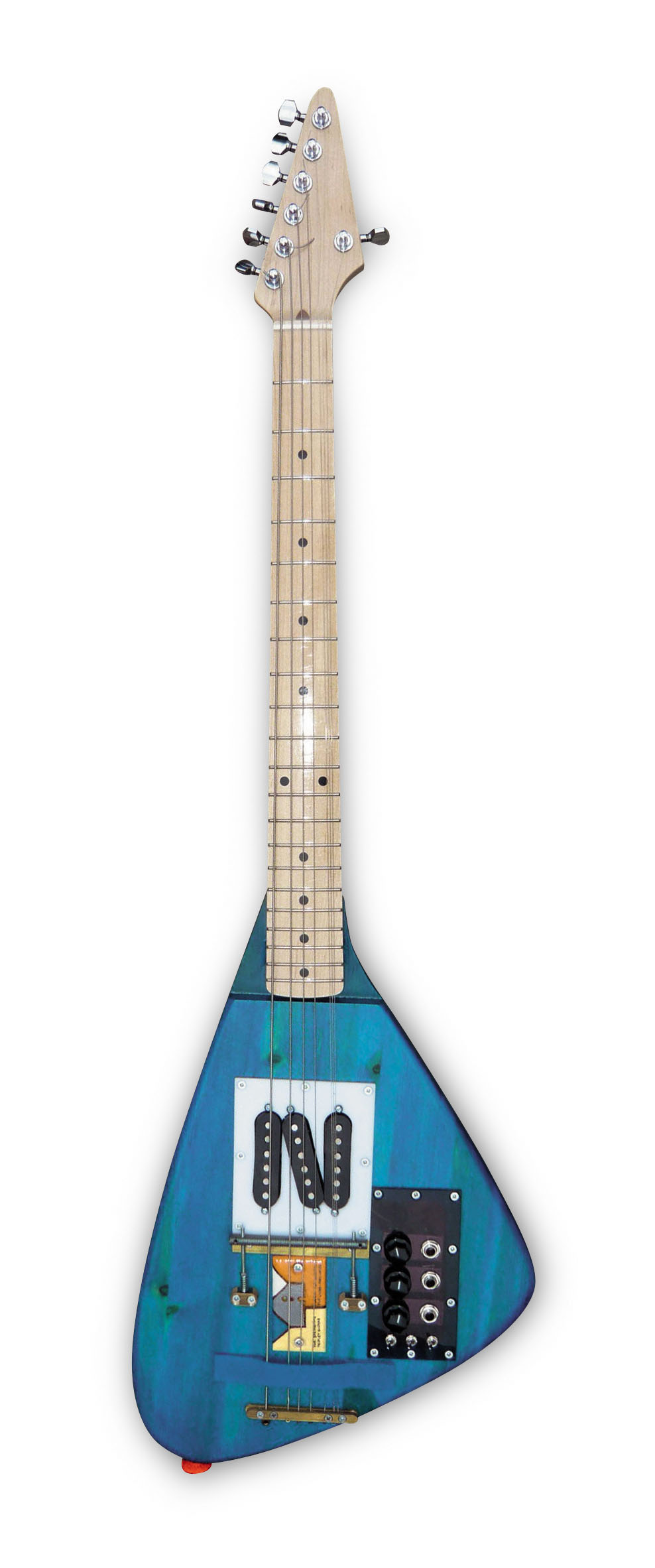
La Springtime, Laura-Mary Carter, Blood Red Shoes

- il Moonlander per Lee Ranaldo dei Sonic Youth, 2007
- il Bachelor QS per Jad Fair dei Half Japanese, 2008
- la Springtime per Laura-Mary Carter dei Blood Red Shoes è il Springtime II per Lou Barlow, 2008[7] è per Mauro Pawlowski dei dEUS.
- il Twister per John Schmersal dei Enon, 2009
- il Tafelberg per Liam Finn dei Crowded House, 2009
- il Home Swinger